# Nuri Aslan
Nuri Aslan (Sivas, 1969) è un politico e imprenditore turco, sindaco ad interim di Istanbul dal 26 marzo 2025.
Esponente del Partito Popolare Repubblicano, ha ricoperto la carica di primo vicepresidente del Consiglio comunale di Istanbul dall'aprile 2024 al marzo 2025.

## Biografia
Nato nel 1969 a Sivas, in Anatolia Centrale, Aslan si è trasferito in giovane età a Istanbul, laureandosi in ingegneria navale presso l'Università Tecnica Yıldız nel 1990. Dopo gli studi ha iniziato a lavorare nel settore privato, avvicinandosi al contempo alla politica.
Nel 1999 è stato eletto membro del consiglio comunale di Küçükçekmece, distretto ubicato nella periferia europea di Istanbul. Nel corso degli anni è stato inoltre vicepresidente della Mezzaluna Rossa turca di Küçükçekmece dal 2009 al 2017 e presidente dell'Associazione imprenditoriale di Beylikdüzü (BEYSİAD) dal 2014 al 2018. Inoltre, è stato membro del consiglio della Federazione degli Industriali di Istanbul (İSİFED) tra il 2014 e il 2021 e ha ricoperto il ruolo di vicepresidente della Fondazione Sivas Koyulhisar (KODAV) dal 2009 al 2020. Aslan è stato anche membro del consiglio comunale di Beylikdüzü dal 2011 al 2019.
Nel 2024, è stato rieletto consigliere comunale sia per il comune di Beylikdüzü che per il comune metropolitano di Istanbul, mentre il 15 aprile 2024 è stato nominato primo vicepresidente del Consiglio comunale di Istanbul dopo la rielezione del sindaco Ekrem İmamoğlu.

### Sindacoad interimdi Istanbul
Con l'arresto e la decadenza dalla carica di İmamoğlu, il 26 marzo 2025 la maggioranza del CHP al consiglio comunale di Istanbul ha fatto eleggere Aslan sindaco ad interim con 177 voti (rispetto ai 125 del rivale dell'AKP, Zeynel Abidin Okul), in modo da garantire la continuità di governo della municipalità e per impedire al governo di nominare un fiduciario allineato all'AKP.

## Vita privata
Aslan è sposato e ha tre figli.